# Canaples Churchyard
Canaples Churchyard is een begraafplaats gelegen in de Franse plaats Canaples (Somme). De militaire graven worden onderhouden door de Commonwealth War Graves Commission.
De begraafplaats telt 2 geïdentificeerde Gemenebest graven uit de Tweede Wereldoorlog.